# کارل زیمر
 کارل زیمر (انگلیسی: Karl Zimmer؛ زاده ۱۲ ژوئیهٔ ۱۹۱۱ درگذشته ۲۹ فوریهٔ ۱۹۸۸) یک فیزیک‌دان، و زیست شناس اهل آلمان بود.